# أراكس شيكيجيان
اراكس شيكيجيان أول مغنية أوبرا في سورية من أصل أرمني، تنقلت كثيراً في حياتها وعاشت في بيروت، وحلب، ويريفان، ودمشق ولكنها اليوم مقيمة في بيروت، العاصمة اللبنانية.
دخلت اراكس في العام 1975 معهد كوميداس للموسيقى في يريفان، عاصمة أرمينيا السوفيتية آنذاك وتخرجت العام 1983 حاصلة على ماجستير في كل من الغناء الأوبرالي وتدريسه بدرجة امتياز تحت إشراف الأستاذة داتفيك سازانداريان. 
مثلت سوريا في مسابقة الغناء الكلاسيكي بكوريا الديمقراطية في العام 1991 ونالت الجائزة الذهبية فيها.
درست اراكس العديد من المغنيين الاوبراليين ومشاهير الغناء في سوريا والدول العربية أمثال:
- تالار دكرمنجيان
- رازق فرانسوا بيطار
- سوزان حداد[3]
- ماجدة الرومي[4]
- نجوى كرم[5]
- جوليا بطرس[6]
- ايلي فرنسيس[4]